# Leichtathletik-Länderkampf der Frauen 1967 BR Deutschland – Polen
| 8. Leichtathletik-Länderkampf mit bundesdeutscher Beteiligung 1967 | 8. Leichtathletik-Länderkampf mit bundesdeutscher Beteiligung 1967 |
| ------------------------------------------------------------------ | ------------------------------------------------------------------ |
|                                                                    |                                                                    |
| Ländervergleich der Frauen: BR Deutschland – Polen                 |                                                                    |
| Austragungsort                                                     | Werdohl                                                            |
| Wettbewerbe                                                        | 11                                                                 |
| Datum                                                              | 14. September                                                      |
| 1. FRG 2. POL                                                      | 67 Punkte 54 Punkte                                                |
| Chronik                                                            |                                                                    |
| ← POL-FRG (M)                                                      | GBR-FRG (M) →                                                      |

Im achten Vergleich des Länderkampfjahres 1967 traten die Frauen am 14. September wie ihre männlichen Kollegen gegen Polen an. Das Aufeinandertreffen wurde in Werdohl ausgetragen. Auch in dieser Begegnung fehlten wegen des zeitnahen Europacupfinals in beiden Länder die besten Athletinnen. Es war der zehnte Länderkampf zwischen den beiden Teams, die Bilanz lautete sechs zu drei für die Bundesrepublik Deutschland.

## Wettbewerbe und Modus
Auf dem Programm standen die bei Länderkämpfen üblichen elf Disziplinen, die identisch waren mit den damals bei Olympischen Spielen angebotenen Frauenwettbewerben. Die Wertung erfolgte durchgängig nach dem Standardsystem.

## Ergebnis
In fast allen Bereichen punkteten die bundesdeutschen Leichtathletinnen besser als ihre Gegnerinnen. Drei Läufe gingen an die Bundesrepublik Deutschland, zwei an Polen. Auch in der Staffel lag die Bundesrepublik vorn. Von den Sprüngen gewannen die Bundesrepublik und Polen je einen. In der Kategorie Wurf/Stoß verbuchte die Bundesrepublik zwei Siege, Polen einen. So entschieden die bundesdeutschen Sportlerinnen den Länderkampf mit 67 zu fünfzig Punkten eindeutig für sich und verbuchten den siebten Sieg über Polen.

## Resultate

### 100 m
| Platz | Athletin           | Land | Zeit (s) |
| ----- | ------------------ | ---- | -------- |
| 1     | Heide Rosendahl    | FRG  | 12,0     |
| 2     | Renate Meyer       | FRG  | 12,1     |
| 3     | Maria Bogucka      | POL  | 12,2     |
| 4     | Maria Szczechowska | POL  | 12,3     |

### 200 m
| Platz | Athletin           | Land | Zeit (s) |
| ----- | ------------------ | ---- | -------- |
| 1     | Maria Szczechowska | POL  | 24,7     |
| 2     | Christa Elsler     | FRG  | 25,0     |
| 3     | Rita Jahn          | FRG  | 25,3     |
| 4     | Danuta Straszyńska | POL  | 26,5     |

### 400 m
| Platz | Athletin             | Land | Zeit (s) |
| ----- | -------------------- | ---- | -------- |
| 1     | Gisela Köpke         | FRG  | 55,5     |
| 2     | Inge Eckhoff         | FRG  | 56,3     |
| 3     | Krystyna Hryniewicka | POL  | 57,7     |
| 4     | Jola Kolakowska      | POL  | 57,8     |

### 800 m
| Platz | Athletin          | Land | Zeit (min) |
| ----- | ----------------- | ---- | ---------- |
| 1     | Antje Gleichfeld  | FRG  | 2:09,8     |
| 2     | Teresa Jędrak     | POL  | 2:10,0     |
| 3     | Gerda Klöpfer     | FRG  | 2:10,8     |
| 4     | Mariola Sminowska | POL  | 2:19,7     |

### 80 m Hürden
| Platz | Athletin           | Land | Zeit (s) |
| ----- | ------------------ | ---- | -------- |
| 1     | Teresa Nowak       | POL  | 10,8     |
| 2     | Danuta Straszyńska | POL  | 10,8     |
| 3     | Ursula Farthmann   | FRG  | 11,0     |
| 4     | Gudrun Gülck       | FRG  | 12,8     |

### 4 × 100 m Staffel
| Platz | Besetzung      | Land                                                                  | Zeit (s) |
| ----- | -------------- | --------------------------------------------------------------------- | -------- |
| 1     | BR Deutschland | Renate Meyer Christa Elsler Jutta Schachler Heide Rosendahl           | 46,7     |
| 2     | Polen          | Danuta Straszyńska Maria Bogucka Wieslawa Kowalska Maria Szczechowska | 47,3     |

### Hochsprung
| Platz | Athletin               | Land | Höhe (m) |
| ----- | ---------------------- | ---- | -------- |
| 1     | Danuta Berezowska      | POL  | 1,66     |
| 2     | Wiesława Przybyszewska | POL  | 1,60     |
| 3     | Charlotte Marx         | FRG  | 1,60     |
| 4     | Maritta Kemming        | FRG  | 1,55     |

### Weitsprung
| Platz | Athletin          | Land | Weite (m) |
| ----- | ----------------- | ---- | --------- |
| 1     | Ursula Künzel     | FRG  | 6,00      |
| 2     | Heide Rosendahl   | FRG  | 5,98      |
| 3     | Ryszarda Warzocha | POL  | 5,84      |
| 4     | Wiesława Kowalska | POL  | 5,49      |

### Kugelstoßen
| Platz | Athletin            | Land | Weite (m) |
| ----- | ------------------- | ---- | --------- |
| 1     | Gertrud Schäfer     | FRG  | 15,29     |
| 2     | Elzbieta Michalczak | POL  | 14,46     |
| 3     | Brigitte Berendonk  | FRG  | 14,24     |
| 4     | Boleslawa Hodt      | POL  | 13,90     |

### Diskuswurf
| Platz | Athletin           | Land | Weite (m) |
| ----- | ------------------ | ---- | --------- |
| 1     | Brigitte Berendonk | FRG  | 52,78     |
| 2     | Gertrud Schäfer    | FRG  | 45,34     |
| 3     | Zyta Mojek         | POL  | 45,00     |
| 4     | Boleslawa Hodt     | POL  | 43,10     |

### Speerwurf
| Platz | Athletin           | Land | Weite (m) |
| ----- | ------------------ | ---- | --------- |
| 1     | Lucyna Krawcewicz  | POL  | 51,08     |
| 2     | Almut Brömmel      | FRG  | 50,52     |
| 3     | Anneliese Gerhards | FRG  | 48,78     |
| 4     | Ewa Gryziecka      | POL  | 46,80     |